# Cratão da Antártida Oriental

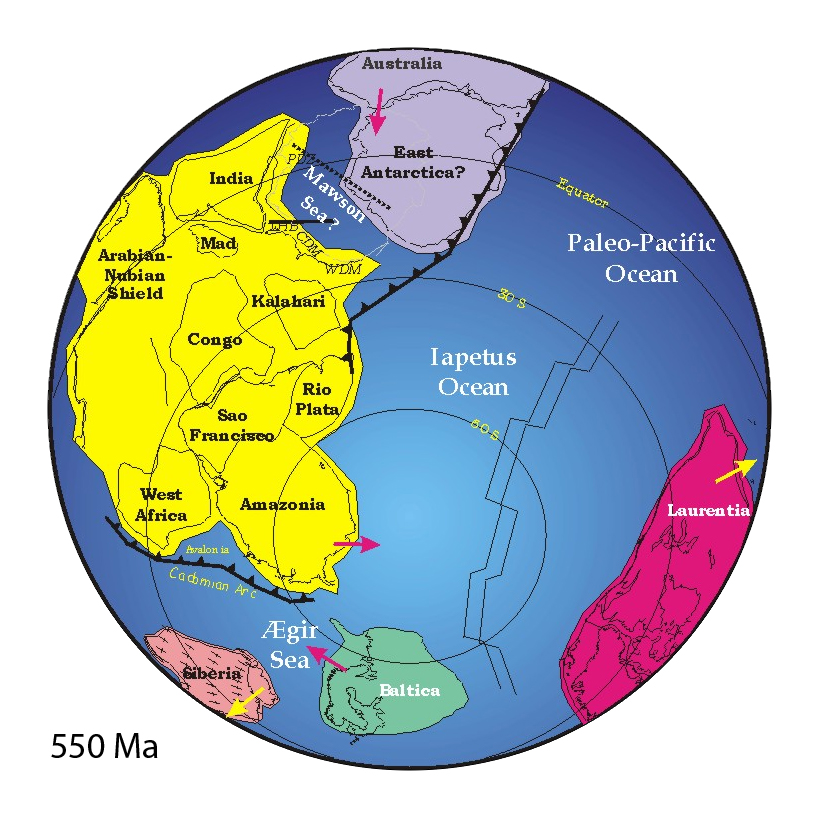
Antártida Oriental com a Austráli (topo) durante o início da Paleozoico.

O cratão da Antártida Oriental é um antigo cratão que forma a maioria da Antártida. Fazia parte do supercontinente Nena, há cerca de 1,8 mil milhões de anos
Durante o início do Paleozoico, a Antártida Oriental juntou-se ao Gondwana. Durante o Mesozoico, o Gondwana desagregou-se, levando à separação da Antártida Oriental de outras áreas continentais maiores.
Durante e depois desta desagregação, os terrenos tectónicos da Antártida Ocidental foram adicionados para formar o actual continente da Artártida.